# Filip Zylber
Filip Zylber (ur. 15 lutego 1960 w Łodzi) – polski reżyser filmowy i scenarzysta, okazjonalnie aktor.

## Życiorys
Filip Zylber jest synem Jana Zylbera. W 1985 ukończył studia na Wydziale Reżyserii Państwowej Wyższej Szkoły Filmowej, Telewizyjnej i Teatralnej im. Leona Schillera w Łodzi.

## Filmografia (aktor)
- 1973: Sanatorium pod Klepsydrą − Rudolf
- 1987: Ludożerca
- 1999: Ja, Malinowski − reżyser (odc. 1)
- 2001: Poranek kojota − psychoanalityk Dominiki
- 2011: Szpilki na Giewoncie − mężczyzna na Krupówkach (odc. 31)
- 2017: Ojciec Mateusz, odc. 17 - reżyser

## Nagrody i wyróżnienia
- Nagroda za reżyserię telewizyjnego spektaklu „Top Dogs” przyznana na III Ogólnopolskim Festiwalu Sztuki Reżyserskiej „Interpretacje” w Katowicach w 2000 roku.